# Creación de empresas

Tiempo (días) requerido para crear una empresa en diversos países. En Brasil es donde más se tarda.

La creación de una empresa es la actividad de reunir varios factores de producción bajo una personalidad jurídica para ofrecer en el mercado bienes o servicios a cambio de beneficios económicos.
Un concepto muy relacionado es el de emprendimiento, que tiene una página muy detallada en la Wikipedia, aunque centrada en la figura del emprendedor, su psicología y la historia del concepto. Esta página de creación de empresas se centra en el acto jurídico de crear una empresa (también llamado montar un negocio, abrir un negocio, montar una empresa, constituir una empresa y emprender) y las ayudas existentes a tal efecto. El emprendimiento tiene más que ver con gestionar la empresa creada y hacer que prospere.
Muchas empresas son creadas por una persona que no tenía antes ninguna otra empresa. También es posible que una persona que posee una empresa cree otra, manteniendo la primera, o bien solicite en el Registro Mercantil la extinción de la primera empresa y trabaje solo con la nueva. Asimismo, las empresas pueden crear otras empresas, con fines lícitos (abrir nuevas líneas de negocio, segregar actividades...) o ilícitos (eludir obligaciones, evadir impuestos... ver Empresa fantasma, que no debe confundirse con empresa zombi).
Una empresa es una persona jurídica que puede adoptar de inicio diferentes modalidades (trabajador autónomo, sociedad limitada, sociedad anónima, comunidad de bienes...), según la conveniencia del empresario (la persona que crea la empresa), el tipo de negocio y la normativa aplicable. La legislación, muy variable en este aspecto según el país, suele permitir el cambio de modalidad durante la vida de la empresa. En España había en febrero de 2021 hasta 17 modalidades.
Cuando se habla de la creación de empresas como magnitud económica, en el mismo plano que el producto interior bruto (PIB) o la inflación, se hace referencia al número de empresas creadas durante un período en un territorio. El aumento de este número respecto al mismo período del año anterior se considera un indicador de crecimiento económico. Y viceversaː su disminución se ve como un indicio de menor crecimiento o recesión.
Financiamiento y Desafíos en la Creación de Empresas:
Uno de los aspectos cruciales en la creación de empresas es el financiamiento. Obtener los recursos necesarios para iniciar y operar una empresa puede ser un desafío significativo. Los emprendedores a menudo recurren a diversas fuentes de financiamiento, como préstamos bancarios, inversionistas, capital riesgo o incluso financiamiento colectivo (crowdfunding). La disponibilidad de financiamiento puede variar según la región y la industria, y su acceso puede influir en la tasa de éxito de nuevas empresas.
Además, la creación de empresas no está exenta de desafíos. Factores como la competencia en el mercado, cambios en la legislación, fluctuaciones económicas y la rápida evolución de la tecnología pueden presentar obstáculos significativos. La capacidad de adaptación y la gestión eficiente de los recursos son habilidades esenciales para superar estos desafíos.
Innovación y Tecnología en la Creación de Empresas:
En la era actual, la innovación y la tecnología desempeñan un papel crucial en la creación de empresas. Muchas nuevas empresas buscan desarrollar soluciones innovadoras, aprovechar las últimas tecnologías y abordar las necesidades cambiantes del mercado. La digitalización, la inteligencia artificial, la biotecnología y otras tendencias tecnológicas influyen en la forma en que se crean y operan las empresas en diversos sectores.
La adaptación a las nuevas tecnologías no solo mejora la eficiencia operativa, sino que también puede diferenciar a una empresa en un mercado saturado. La capacidad de adoptar tecnologías emergentes y anticipar las tendencias del mercado puede ser un factor clave para el éxito a largo plazo.
Sostenibilidad y Responsabilidad Social Corporativa:
En la actualidad, la sostenibilidad y la responsabilidad social corporativa (RSC) son consideraciones fundamentales en la creación de empresas. Los consumidores y los inversionistas cada vez más valoran las empresas que no solo buscan el beneficio económico, sino que también tienen un impacto positivo en la sociedad y el medio ambiente. La integración de prácticas sostenibles y responsables puede no solo mejorar la imagen de la empresa, sino también atraer a un público más amplio y generar lealtad entre los clientes.
Internacionalización de Empresas:
Con la globalización, la internacionalización se ha vuelto una opción estratégica para muchas empresas. La expansión a nuevos mercados puede ofrecer oportunidades de crecimiento significativas, pero también implica desafíos relacionados con la diversidad cultural, normativas internacionales y adaptación a entornos comerciales diversos. La creación de empresas con una perspectiva global requiere una cuidadosa planificación y ejecución.
En resumen, la creación de empresas es un proceso multifacético que abarca desde la obtención de financiamiento hasta la adaptación a las tendencias tecnológicas y la consideración de factores éticos y sostenibles. Navegar por estos elementos de manera efectiva puede marcar la diferencia entre el éxito y el fracaso en el competitivo mundo empresarial.

## Etapas de la creación de una empresa
Se pueden distinguir las siguientes:
1. Encontrar una buena idea de negocio basada en las habilidades, intereses, gustos y motivaciones del empresario, así como en las principales tendencias del mercado. La idea no necesariamente debe ser innovadora para que la empresa tenga éxitoː una gran mayoría de nuevas empresas exitosas copian la actividad de compañías ya existentes.
2. Evaluar la idea de negocio con una herramienta de evaluación de proyectos. Este paso permite evaluar el potencial del proyecto, pero también la capacidad del empresario para llevarlo a cabo.
3. Realizar un estudio de mercado.
4. Elaborar un plan de negocio, acompañado de una previsión técnica y financiera, muy útil en particular para encontrar financiación.
5. Elegir la modalidad jurídica de la empresa.
6. Reunir la financiación inicial, lo que puede incluir el depósito en el banco del capital de constitución.
7. Realizar los trámites necesarios ante la administración. Esto puede incluir inscribir la empresa en el Registro Mercantil, depositar ante notario la escritura de constitución de la empresa (también llamada "escrituras de constitución" o "estatutos"), darla de alta en Hacienda (Agencia Tributaria en España, Dirección General Impositiva en Argentina, Servicio de Impuestos Internos en Estados Unidos, Registro Federal de Contribuyentes en México u organismos análogos en otros países), en la Seguridad Social, registrar el nombre comercial ante la institución encargada de la propiedad intelectual, etc.[4] Dependiendo del país, puede haber más o menos trámites, o tener que efectuarse en otro orden.

Una vez realizados estos pasos, la empresa ya está creada, y toca gestionarla bien para que perviva y dé beneficios. La Administración de Empresas es una carrera universitaria. Las asociaciones de empresarios locales y nacionales habitualmente proporcionan formación y asesoría en esta materia.

### Plan de negocio
El plan de negocio o plan de negocios es un paso fundamental en la creación de una empresa. Permite determinar su viabilidad estructurando sus ideas, visualizando el funcionamiento futuro, evaluando los gastos, la producción y las ventas. Si el potencial del proyecto aparece allí explícitamente, será una herramienta de credibilidad a la hora de buscar financiación y socios. Se recomienda encarecidamente consultar a profesionales de la creación de empresas (empresas de formación y consultoría para la creación de empresas, cámaras de comercio, asociaciones de asistencia a la creación de empresas...).
Los 10 puntos esenciales de un plan de negocio son:
- Tomarse un tiempo para reflexionar.
- Formalizar el proyecto: crear un documento claro y atractivo con texto, gráficos, datos y fotografías del producto.
- Tener un proyecto coherente y sencillo, limitado a una idea o, como máximo, 2.
- Profundizar en los elementos del mercado y mantenerse al tanto del mercado objetivo.
- Identificar con precisión el modelo de negocio: ¿a quién se vende? ¿Por qué medio? ¿Qué crea el volumen de negocio?
- Considerar de manera realista el tiempo de desarrollo del proyecto: los retrasos en la implementación generan costes que no necesariamente estaban planificados desde el principio.
- Formalizar las necesidades: ¿colaboradores? ¿Empleados? ¿Un vehículo?
- Impregnarlo todo de sentido común.
- Adaptar la escala del proyecto a los recursos disponibles.
- Estar bien acompañado: asociaciones de empresarios, cámaras de comercio, asesores fiscales y jurídicos, etc.

También es necesario pensar en elegir bien a los colaboradores —ya sean socios o empleados— cuando se quiera crear una empresa. El empresario ha de rodearse de personas con las que pueda contar (motivadas, dispuestas a compartir los riesgos, etc.).

### Búsqueda de financiación
Hay varias formas :
- Pedir dinero a personas cercanas (familiares, amigos, compañeros de trabajo). En inglés se suele ironizar con "la financiación de las 3 efes" (Family, Friends and Fools).[6]
- Buscar subvenciones entre las ofrecidas para las condiciones específicas del empresario (edad, situación, ciudad de residencia, región, país, etc.).
- Consultar a bancos comerciales, a entidades de microcréditos o a organismos específicos de ayuda a nuevas empresas.
- Financiación participativa (crowdfunding en inglés ) que permite la financiación de todas las personas convencidas por el/los líder/es del proyecto a través de una plataforma de internet. El crowdfunding se divide en varias categorías : financiación de donaciones sin contraprestación (HelloAsso), con contraprestación (KissKissBankBank, Ulule, Patreon), financiación de préstamos Lendix, SPEAR, Unilend, Lendopolis) y crowdfunding de acciones (Wiseed, SparkUp, Anaxago, SmartAngels). Estos diferentes tipos de micromecenazgo se complementan y permiten a las personas encontrar la financiación que necesitan. En el sector del comercio y la restauración, Bulb in Town, por ejemplo, le permite financiar su proyecto a cambio de una compensación en especie o de una participación en el capital de la empresa.[7]
- Ángeles empresarialesː generalmente intervienen en una fase muy temprana del desarrollo de la empresa.
- Fondos de capital riesgo.

En algunos países, cuando una persona empleada pierde su trabajo y tiene derecho al seguro de desempleo, que le paga una cantidad mensual durante un período, puede elegir cobrarlo de una vez (capitalizarlo) para crear una empresa.

### Búsqueda de ayudas para crear una empresa
Además de los concursos dedicados a creadores y compradores de empresas, existen ayudas específicas a las que un emprendedor puede optar según sus circunstancias:
- dependiendo del sector de actividad
- dependiendo de la situación del emprendedor (desempleado, joven menor de 30 años, etc.)
- dependiendo del estado de la empresa
- dependiendo del territorio donde se encuentre la empresa
- dependiendo de la ayuda ya obtenida

### Organizaciones de apoyo a la creación de empresas
En la mayoría de los países existen organizaciones encargadas de ayudar a quienes desean crear una empresa. Difunden información útil en sus sitios web:
- En Francia :
  - Agence France Entrepreneur (anteriormente Agencia de Creación de Empresas)
  - Cámara de Comercio e Industria de Francia: red que ofrece asesoramiento y apoyo personalizado en el marco de Entreprendre en France
  - Iniciativa francesa

La Unión Europea ha pedido a los países miembros que establezcan ventanillas de empresas para que puedan cumplir con su deber de información, siendo el principal objetivo la creación para cada país de un portal de acceso para que los empresarios realicen todos los trámites administrativos.
- En Marruecos

La creación de una empresa se ha simplificado desde la publicación de una carta de inversiones. Los CRI (centros regionales de inversión) ofrecen una ventanilla única de creación. Hay varias formas de empresas, de las cuales la SARL (sociedad anónima de responsabilidad limitada) es la más utilizada.
- En Chile

La creación de empresas en Chile es apoyada tanto por instituciones públicas como privadas, que ofrecen una variedad de servicios para facilitar el proceso a los emprendedores. Entre las principales instituciones públicas, se encuentran los Centros de Negocios de Sercotec, que dependen del Ministerio de Economía. Estos centros brindan asesoría, capacitación y asistencia técnica para fortalecer las habilidades de gestión empresarial y promover el desarrollo local.
Además, en el sector privado, existen consultoras como DeNegocios.cl, que proporcionan servicios especializados en contabilidad, creación de empresas, asesorías legales y trámites ante el Servicio de Impuestos Internos y municipalidades. Estas consultoras están orientadas a satisfacer las necesidades de los pequeños emprendedores y dueños de PYMEs, facilitando un proceso de emprendimiento sin complicaciones y a un precio justo.
Estas entidades no solo difunden información útil a través de sus sitios web, sino que también realizan talleres, seminarios y ofrecen redes de contacto que son necesarios para el crecimiento y la sustentabilidad de los nuevos negocios.

### Formación para crear empresas
En 2020, el ministro de Trabajo francés, asociado a la Caisse des Dépôts, creó "Mon Compte Formation". Hasta 2022, aproximadamente 10 000 cursos de formación sobre creación y adquisición de empresas han sido ofrecidos y subvencionados por organizaciones de formación certificadas "Qualiopi" en "Mi Cuenta de Formación" (CPF).
Cada vez más establecimientos franceses de enseñanza superior, grandes escuelas de negocios ( HEC, ESSEC, ESCP, EM Lyon Business School ) o de ingenieros ( École Polytechnique, Institut d'Optique Graduate School, École nationale supérieure des mines d'Alès, Escuela Nacional de Informática). de Industria y Empresa, Télécom SudParis, o Escuela Nacional de Artes y Oficios ) ofrecen desde 2014 el desarrollo de la creación de empresas. Esto incluye cursos específicos, animaciones, incluso la puesta a disposición de una incubadora o incluso una red de business angels antiguos alumnos.

## Supervivencia de las empresas creadas
En Francia, el Instituto Nacional de Estadística y Estudios Económicos (INSEE) realizó en 2009 un estudio sobre la supervivencia de las empresas creadas. Entre las empresas creadas en 2006, 2 de cada 3 seguían activas en 2009. Las posibilidades de supervivencia dependen ante todo de las condiciones en las que el creador preparó su proyecto. El INSEE renovó su encuesta para las empresas creadas en 2010. La observación es que 7 de cada 10 siguen activas 3 años después de su creación (71 %) mientras que solo el 66 % de empresas creadas en 2006 existían tres años después). La sostenibilidad es menor en el sector del comercio (64 %) y mayor en el sector de la salud (85 %). Las corporaciones son más sostenibles que las empresas unipersonales (77 % para las primeras, 62 % para las segundas). Para una empresa, las posibilidades de pervivir aumentan si el creador tiene estudios superiores completos o si tiene experiencia en la profesión.
Así como la creación de empresas, en el sentido de "número de empresas creadas durante un período en un territorio", es un indicador económico importante, también lo es el opuesto, la llamada mortalidad empresarial (menos frecuentemente, mortandad empresarial)ː el número de empresas que desaparecen antes de que pasen 5 años desde su creación. También se puede hablar de la esperanza de vida de las empresasː en 2022, por ejemplo, era de 63,1 años en Dinamarca y 9,8 años en Francia. Es una forma metafórica de hablar, porque las empresas no "mueren", en el sentido en el que cesa la vida de los seres biológicos. Una empresa puede desaparecer por motivos muy diversosː baja de oficio en el Registro Mercantil, concurso de acreedores (quiebra), disolución, extinción, cierre de hoja registral, inactividad, absorción por otra empresa, etc.

## Motivaciones de los emprendedores
La necesidad de realización profesional y las ganas de trabajar como autónomo son los principales factores a la hora de emprender. Aunque el aspecto pecuniario es una de las tres razones principales que mantiene el empresario, se trata sobre todo de realizarse, ya sea innovando o ejerciendo la misma actividad por cuenta propia. Auténtico freno a los nuevos desafíos, el miedo al fracaso se ha visto frenado por la creación del estatuto de autoempresario, que ha contribuido en gran medida a la creación de nuevas empresas.
|                                       | Porcentaje de emprendedores que reconocen esta motivación como la principal |
| Ser independiente y cumplir           | 61 %                                                                        |
| Voluntad de afrontar nuevos retos.    | 44 %                                                                        |
| Perspectiva de aumentar los ingresos. | 26 %                                                                        |